# Плішивець
Пліши́вець — село в Україні, у Великобудищанській сільській громаді Миргородського району Полтавської області. Населення становить 667 осіб.
Після ліквідації Гадяцького району у липні 2020 року увійшло до Миргородського району.

## Географія

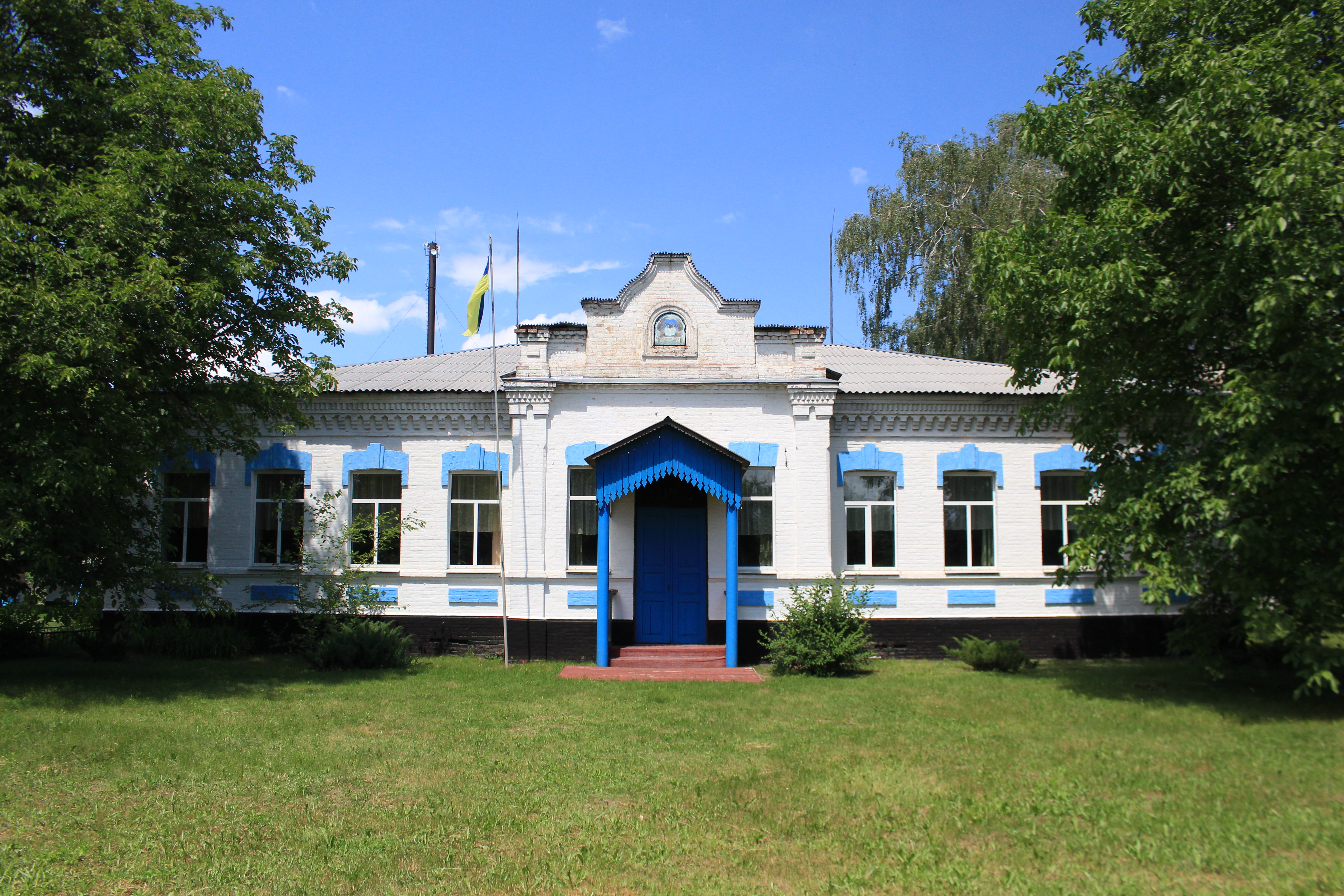
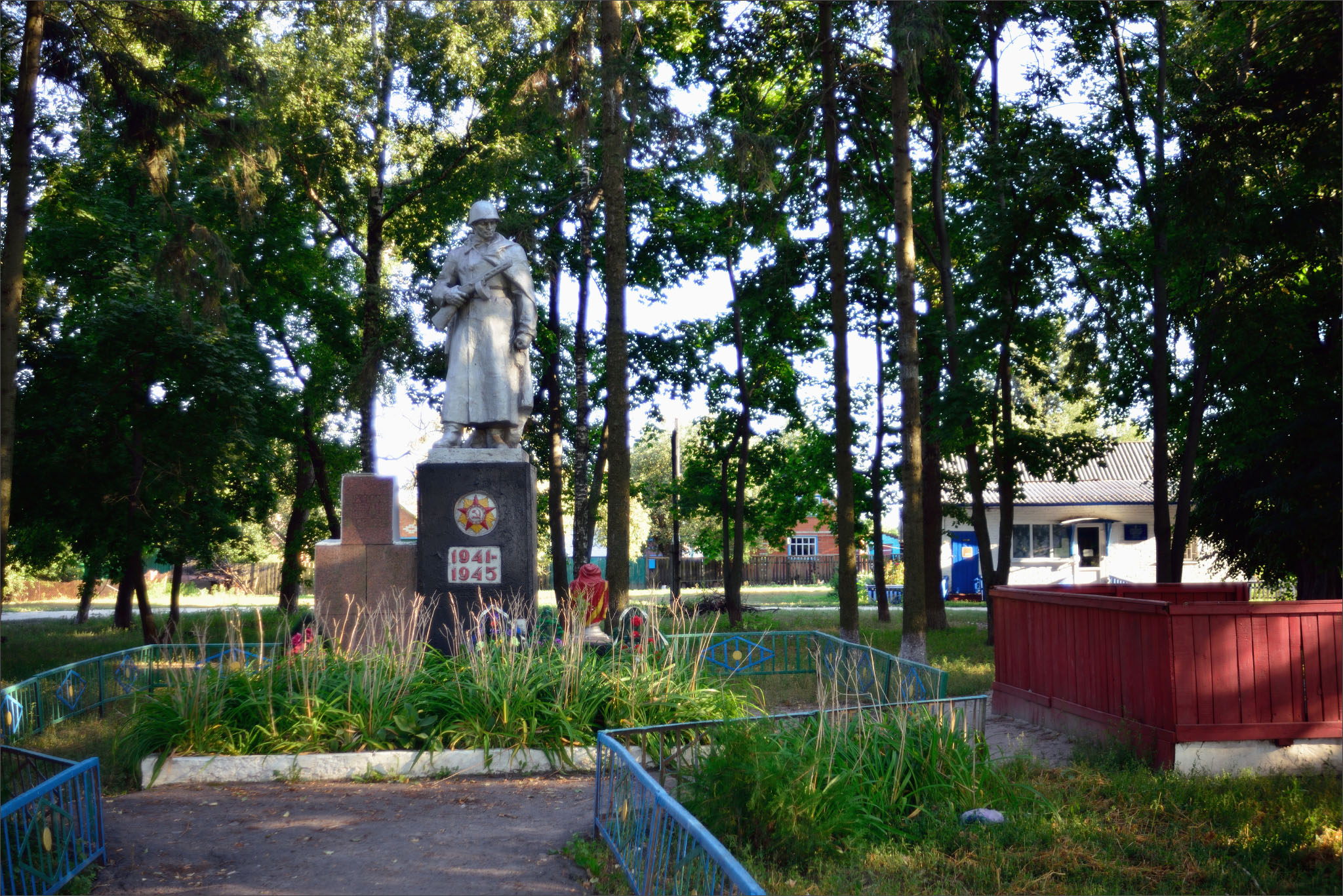

Село Плішивець знаходиться на правому березі річки Псел, вище за течією на відстані 4 км розташоване село Кам'яне (Лебединський район), нижче за течією на відстані 2,5 км розташоване село Дучинці, на протилежному березі — село Бобрик. Річка в цьому місці звивиста, утворює лимани, стариці і заболочені озера.

## Історія
- За даними на 1859 рік у власницькому та козачому селі Гадяцького повіту Полтавської губернії, мешкало 1838 особи (893 чоловічої статі та 945 — жіночої), налічувалось 179 дворових господарств, існувала православна церква[3].
- Село постраждало внаслідок голодоморів у 1932–1933 і 1946–1947 роках. Коштом протоієрея Романа Височанського встановлено пам'ятний хрест.
- До 2019 року орган місцевого самоврядування — Плішивецька сільська рада.

## Пам'ятки архітектури
Покровська церква була збудована протягом 1902-1906 за проектом архітектора-художника І. С. Кузнецова. Безпосереднім прототипом церкви був дерев'яний Троїцький собор у м. Новомосковську, зведений майстром Я. Погребняком 1778 року.
Заслуга побудови Покровської церкви належить, у першу чергу, архієпископу Парфенію (в миру — Памфілу Андрійовичу Левицькому). Саме йому належить ідея будівництва храму в його рідному селі Плішивець, та саме він займався збиранням коштів. Крім самого храму, було також збудовано дзвіницю та господарчі приміщення, територію обнесено парканом. Поява храму в «українському» стилі є наслідком того, що Парфеній, перебуваючи більшу частину свого архієрейського служіння на кафедрах в Росії (1899—1904 — єпископ Можайський, вікарій Московської єпархії, 1908—1917 — єпископ Тульський), намагався підтримувати контакти з земляками. Одним із них був історик Дмитро Яворницький, котрий на той час працював у Московському університеті. Саме у його колекції владика побачив фотографію церкви у Новомосковську, загорівшись ідеєю побудувати подібну у своєму селі.
У радянський період було розібрано на цеглу дзвіницю та паркан, з самої церкви скинуто куполи та перетворено на зерносховище. З 1989 р. розпочато роботу по відродженню святині: реєстрація релігійної громади Покровської УПЦ, встановлено куполи, перекрито дах, побудовано  церковну криницю при протоієрею Степану (Кавчак). Закладено пробоїни в стінах, відремонтовано 2/3 підлоги, проведено частковий ремонт храму  при протоієрею Василю (Лило). З 2007 року, при протоієрею Роману (Височанському), завершено ремонт підлоги, встановлено іконостас, огороджено та облаштовано територію, облаштовано колодязь, альтанку, проведена реконструкція житлового корпусу та дзвінниці. До 110 річчя храму   16.10.2016 року, митрополит Полтавський і Миргородський Филип звершив чин освячення дзвінниці. 

## Відомі люди

### Народились
- Доля Олексій Леонтійович — український вчений-етнограф. «Заслужений працівник культури України» (2006). Лауреат волонтерської премії «Євромайдан SOS» 2017 року
- Парфеній (Левицький) — український релігійний діяч. Випускник Київської духовної академії, ректор Московської духовної семінарії. Відомий діяльною підтримкою української мови, вивчення історії, обрядів, пісень і української літератури. Редактор видання українського перекладу Чотириєвангелія.
- Одинець Юрій Васильович (* 1939) — лікар-педіатр, доктор медичних наук, професор.